# Kurt Wannow
Kurt Otto Heinrich Wannow (* 22. Oktober 1886 in Güttland, Kreis Dirschau; † 26. Januar 1962 in Berlin-Charlottenburg) war ein deutscher Anwalt vor 1933 und ein Betrüger. Bekannt wurde er durch die Veruntreuung der 100.000 Reichsmark Preisgeld Carl von Ossietzkys für den Friedensnobelpreis 1935.

## Leben
Wannow wurde 1933 wegen der Unterschlagung von Mandantengeldern aus der Rechtsanwaltskammer ausgeschlossen. 1935 überzeugte er von Ossietzkys Ehefrau Maud, ihren Mann von einer Bevollmächtigung für die Abholung des Preisgeldes aus Norwegen zu überzeugen, was dieser gelang. Wannow erbeutete vier Fünftel der damals sehr großen Geldsumme, legte sie für sich an, kaufte ein Kino und gewährte Darlehen.
Gegen Wannow wurde im Jahr 1938 prozessiert. Man verurteilt ihn zu zwei Jahren Gefängnis. Er starb im Jahr 1962.